# Krzystkowice
Krzystkowice (niem. Christianstadt am Bober) – zachodnia dzielnica miasta Nowogród Bobrzański (także nazywana Nowogrodem Dolnym), położona w województwie lubuskim, na lewym brzegu rzeki Bóbr przy drodze krajowej nr 27, stacja kolejowa Nowogród-Osiedle. Dawniej samodzielne miasto. W latach 1954–1972 były siedzibą gromady Krzystkowice, a w latach 1973–1976 gminy Krzystkowice.

## Historia
Miasto powstało w XVII w. pod nazwą Christianstadt, upamiętniającą jego założyciela, Christiana von Promnitz – właściciela okolicznych dóbr. Krzystkowice uzyskały lokację miejską w 1659 roku, utraciły status miasta w 1945 roku.
W połowie lat 30. XX w. powstał nieopodal kombinat zbrojeniowy DAG „Alfred Nobel” wchodzący w skład koncernu „IG Farben”. Częściowo na potrzeby tego kombinatu w czerwcu 1943 powstała kobieca filia niemieckiego obozu koncentracyjnego Gross-Rosen istniejąca do początku lutego 1945 r. Prócz prac dla fabryki więźniarki zmuszano do prac leśnych. Obóz przeznaczony dla Żydówek, w tym polskich, obejmował pięć baraków dla uwięzionych i budynki towarzyszące. 
Wojska niemieckie zostały wyparte z miejscowości 20 lutego 1945 roku przez oddziały I Frontu Ukraińskiego (po wojnie ustawiono pomnik ku czci poległych żołnierzy radzieckich). W 1946 r. silnie zniszczone miasto zostało włączone (tracąc prawa miejskie) do nowo powstałego województwa wrocławskiego na terenie powojennej Polski, pod nazwą Krzystkowice (w pierwszych latach po wojnie używano także nazwy Krystkowice).
1 stycznia 1988 roku z wsi Krzystkowice (823 ha) i Nowogród Bobrzański (653 ha) utworzono nowe miasto Nowogród Bobrzański (pod względem prawnym Krzystkowice nie zostały zatem włączone do Nowogrodu, lecz utworzone zostało nowe miasto, które przejęło nazwę swojej prawobrzeżnej części). Tak powstałe miasto stworzyło przestrzennie niespójną całość (znaczna odległość między osiedlami bez fizycznej styczności). Fakt ten, a także brak integracji społeczności lokalnych utrudnia rozwój miasta, tym bardziej, że podział ten przebiega przez historycznie utrwaloną granicę Śląska i Łużyc.